# Lamia Al-Gailani Werr
Lamia Al-Gailani Werr (en árabe: لمياء الكيلاني‎) 8 de marzo de 1938 – 18 de enero de 2019) fue una arqueóloga iraquí especializa en antigüedades del Antiguo Oriente Próximo.
Al-Gailani nació en Bagdad y completó su educación en Irak y el Reino Unido. Sus estudios de doctorado versaron sobre los cilindros sellos de la antigua Babilonia, siendo considerada su tesis un hito en su campo. Con base en Londres, fue bien conocida por mantener vínculos entre la arqueología británica e iraquí bajo el régimen de Saddam Hussein, y sus esfuerzos por preservar el patrimonio cultural después de la Guerra de Irak. Participó estrechamente en la reconstrucción del Museo Nacional de Irak, donde trabajó como conservadora en la década de 1960, y en la fundación del Museo Basrah .
Fue premiada con la quinta Medalla de Oro Gertrude Bell Memorial por el Instituto Británico para el Estudio de Irak en 2009.

## Educación y carrera
Al-Gailani nació en Bagdad el 8 de marzo de 1938. Estudió en la Universidad de Bagdad durante un año, antes de completar su licenciatura en la Universidad de Cambridge. En 1961 comenzó a trabajar como conservadora del Museo Nacional de Irak, la institución que resultaría central en su carrera posterior. Regresó a Gran Bretaña en la década de 1970, para completar una master en la Universidad de Edimburgo y luego un doctorado en el Instituto de Arqueología de Londres. Su tesis doctoral, supervisada por Barbara Parker-Mallowan, fue un estudio sobre los cilindros sellos de la antigua Babilonia que se encontraban en el Museo de Irak. Publicada con mucho retraso en 1988, Dominique Collon, curador de Antigüedades de Asia Occidental en el Museo Británico, describió el trabajo como una «discusión sucinta e informativa» que debería «servir como modelo para todos los estudios futuros».
Después de obtener su doctorado en 1977, Al-Gailani permaneció en Londres como investigadora honoraria asociada en el Instituto de Arqueología de la UCL e investigadora asociada en la Escuela de Estudios Orientales y Africanos (SOAS). Regresó a Irak con frecuencia, trabajando para mantener el contacto entre los arqueólogos iraquíes y el mundo académico en general bajo el régimen de Saddam Hussein. En 1999, ella y Salim al-Alusi fueron coautores de The First Arabs, un texto en árabe sobre la arqueología de la cultura árabe primitiva en Mesopotamia. A partir de 2003, su trabajo se centró en la preservación de antigüedades en Irak. Ella ayudó a reconstruir el Museo de Irak después de que fuera saqueado y dañado en la invasión liderada por Estados Unidos en 2003 y fue una frecuente comentarista sobre las dificultades que enfrentan los museos y la protección del patrimonio en el Irak de posguerra. Fue consultora del Ministerio de Cultura iraquí y participó estrechamente en la reapertura del Museo de Irak en 2015 y la fundación del Museo Basrah en 2016.
En el momento de su fallecimiento en 2019, Al-Gailani disfrutaba de una beca de investigación en el Museo Metropolitano de Nueva York, donde estaba escribiendo un libro sobre la historia del Museo de Irak.

## Vida personal

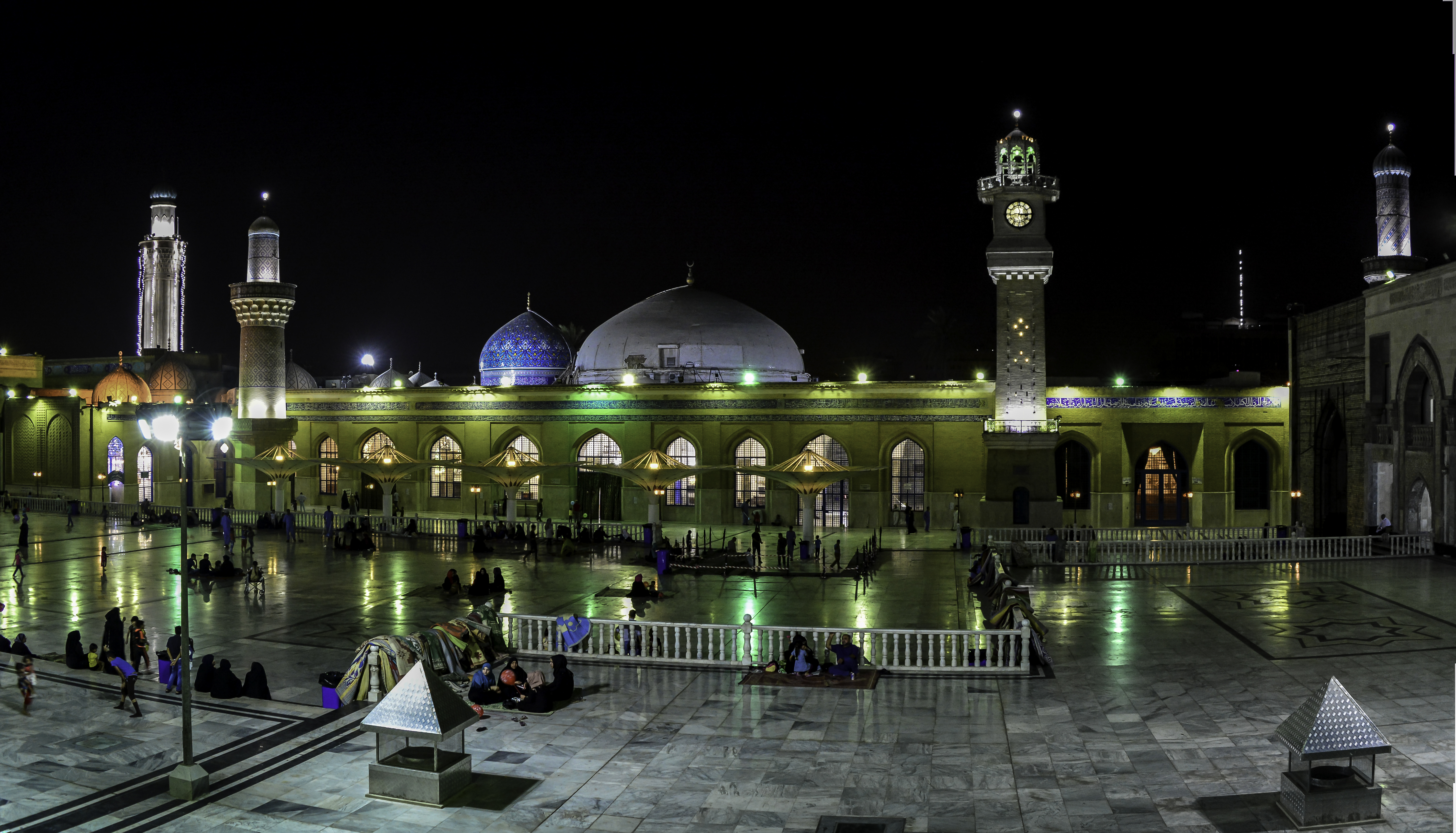
El mausoleo donde está enterrada Lamia al-Gailani.

Perteneciente a una prominente familia iraquí, el linaje de Al-Gailani incluía a Abdul Qadir Gilani, el fundador de la orden Qadiri Sufi, y Abd Al-Rahman Al-Gillani, el primer primer ministro de Irak. Sus padres fueron Ahmad Jamal Al-Din Al-Gailani y Madiha Asif Mahmud Arif-Agha.
Al-Gailani se casó dos veces. Su primer marido, Abd al-Rahman Al-Gailani, fue un historiador iraquí especializado en la arquitectura islámica. Su segundo marido fue George Werr, un hombre de negocios jordano que murió en 2003. Tenía tres hijas: Noorah Al-Gailani, Azza Al-Gailani y Hesn Werr. En 2009, Noorah Al-Gailani fue conservadora de civilizaciones islámicas en los museos de Glasgow.

## Muerte y legado
Al-Gailani falleció en Amán, Jordania, el 18 de enero de 2019, de un derrame cerebral. Fue enterrada en el Mausoleo de Abdul-Qadir Gilani (su antepasado) en Bagdad, tras una procesión funeraria que partió del Museo de Irak.
Ella fue la única miembro honoraria de por vida del Instituto Británico para el Estudio de Irak y recibió su Medalla de Oro en Memoria de Gertrude Bell en 2009.